# كاثي ريكس
كاثي رايكس (بالإنكليزية: Kathy Reichs) (مواليد 1950، شيكاغو). عالمة إناسة عدلية تعمل في مختبرات العلوم القضائية والطب الشرعي في مقاطعة كيبيك، وهي مثل الشخصية الخيالية التي ابتكرتها الدراما التلفزيونية. تشغل منصب نائب رئيس الاتحاد الأمريكي للعلوم العدلية. كما تشغل مقعدا في المجلس الأستشاري الكندي الوطني لخدمات الشرطة. وتعتبر كاثي رايكس واحدة من مجموعة قليلة لا يتعدى عددها ستة وخمسين عالما من علماء الأنثروبوليجيا العدليين المجازين من المجلس الأمريكي للأنثروبولوجيا العدلية. وتعمل أيضا بصفتها أستاذة لمادة الأنثوبولوجيا في جامعة كارولاينا الشمالية في شارلوت، وهي من مواطني شيكاغو ،حيث تسلمت شهادة دكتوراة في الفلسفة من جامعة نورث ويسترنز وتقسم وقتها بين مدينتي شارلوت ومونتريال.
يذكر أن رواية ديجا ديد هي التي أوصلتها إلى هذه الشهرة وذلك عندما أصبحت ضمن قائمة أكثر الكتب مبيعا في صحيفة نيويورك تايمز. وفازت هذه الرواية بجائزة إليس لأفضل أول رواية لعام 1997.
احتلت الروايات التي كتبتها الكاتبة فيما بعد مكانها في قائمة أكثر الكتب مبيعا في صحيفة النيويورك تايمز، ومنها ديث دو جور، قرارات مميتة، رحلة مميتة، أسرار القبور، عظام عارية، منداي مورننج(صباح الأثنين) وكروس بونز. ورواية رفقا بالعظام هي الرواية التاسعة التي تُبرز فيها الكاتبة شخصية تمبرنس برينان. تم إنتاج مسلسل عظام (بونز) على أساس هذه الشخصية التي تحقق في جرائم القتل الغامضة.